# Richard Wagner (político)
Richard Wagner PC (pronunciação francesa: [vɑɡnɛːʁ] vahg- NAIR ; 2 de abril de 1957) é um jurista canadense que serve como o 18º e atual chefe de justiça do Canadá. Ele foi empossado como presidente da Suprema Corte em 18 de dezembro de 2017, tendo atuado anteriormente como juiz da Suprema Corte do Canadá.
Em 23 de janeiro de 2021, Wagner assumiu a função de Administrador do Governo do Canadá, após uma revisão do local de trabalho de Rideau Hall e a renúncia de Julie Payette como governadora geral do Canadá, enquanto se aguarda a nomeação de um novo governador geral.

## Vida pregressa
Wagner nasceu em Montreal, Quebec, filho de Gisèle (nascida Normandeau) e Claude Wagner, ex-parlamentar e senador. Ele estudou no Collège Jean-de-Brébeuf em Montreal antes de receber seu bacharelado em ciências sociais em ciências políticas pela Universidade de Ottawa em 1978. Ele recebeu seu LL.L. da mesma instituição em 1979.

## Carreira
Em 1980, Wagner foi chamado para a Ordem dos Advogados de Quebec e começou a trabalhar no escritório de advocacia Lavery, de Billy, em Montreal (anteriormente Lavery, O'Brien e Lavery, Johnston, Clark, Carrière, Mason & Associés). A sua prática centrava-se no ramo imobiliário, contencioso comercial e seguros de responsabilidade profissional.
Ele foi nomeado para o Tribunal Superior de Quebec para o distrito de Montreal em 24 de setembro de 2004. Em 3 de fevereiro de 2011, ele foi elevado ao Tribunal de Apelação de Quebec.
Em 2 de outubro de 2012, o primeiro-ministro Stephen Harper nomeou-o para a Suprema Corte do Canadá para substituir a juíza em aposentadoria Marie Deschamps. Sua nomeação foi confirmada em 5 de outubro de 2012.
Em 3 de dezembro de 2012, foi realizada uma cerimônia para a nomeação de Wagner no tribunal da Suprema Corte do Canadá. O evento contou com a presença de Beverley McLachlin, ministro da justiça federal e procurador-geral, Rob Nicholson, e da vice-ministra da justiça de Quebec, Nathalie G. Drouin.
Em 12 de dezembro de 2017, o primeiro-ministro Justin Trudeau nomeou Wagner como sucessor de Beverly McLachlin como presidente da Suprema Corte do Canadá.
Em 23 de janeiro de 2021, Wagner se tornou Administrador do Governo do Canadá após a renúncia da Governadora Geral Julie Payette em resposta a uma investigação de assédio no local de trabalho. O chefe de justiça do Canadá é o vice-governador geral e pode atuar como governador geral quando o cargo está vago.